# Fordson Super Major
Pour les articles homonymes, voir Supermajor (homonymie).
Le Fordson Super Major est un tracteur agricole produit par la firme Ford Motor Company.
Il est fabriqué dans l'usine anglaise de Dagenham de 1960 à 1964.

## Historique

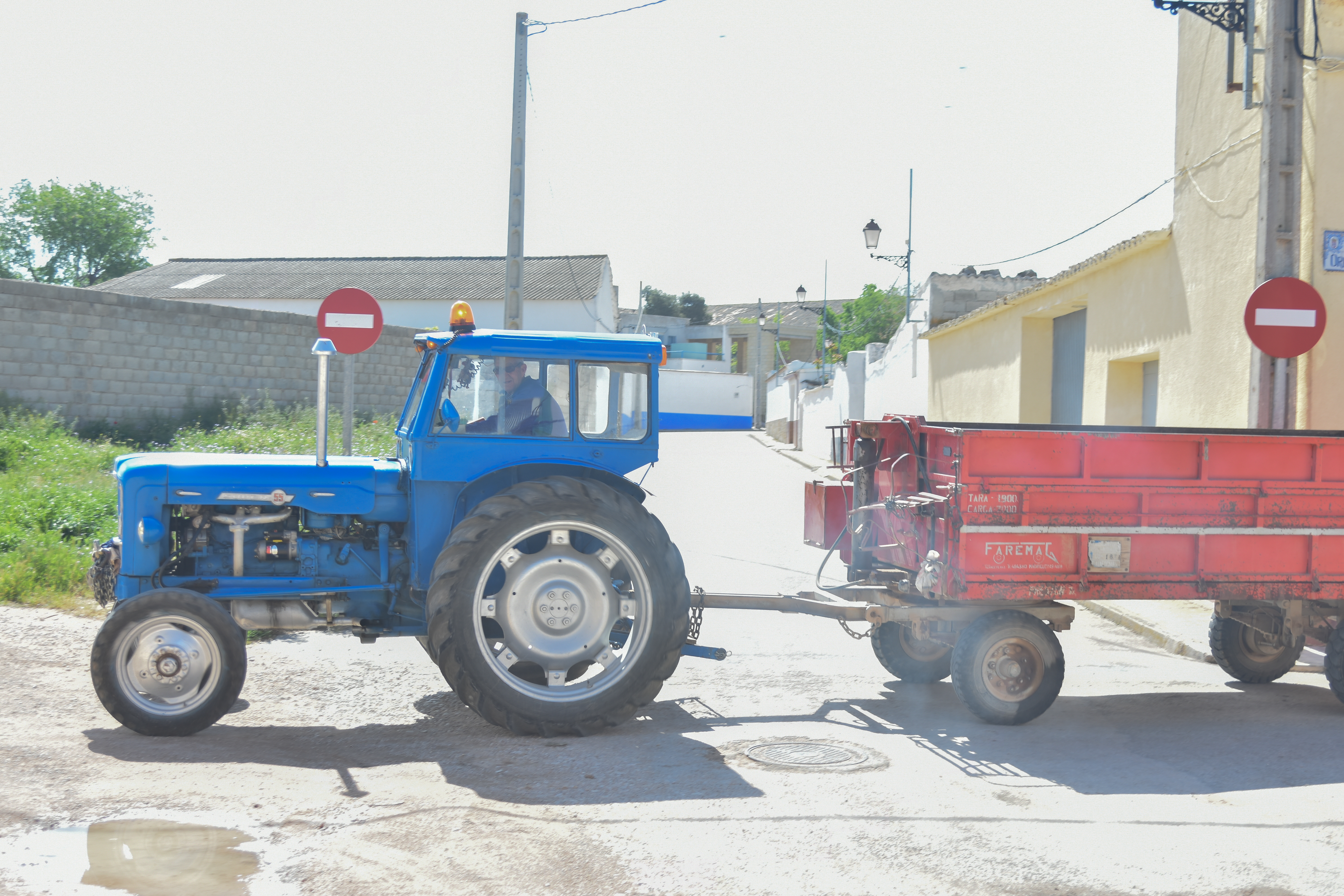
Ebro Super 55.

Ford crée la marque Fordson en 1917. Le modèle Fordson E27N Major sort d'usine en 1945. Il est régulièrement modifié et modernisé, prenant au passage les appellations « New Major » et « Power Major » dans le haut de gamme, le Dexta et Super Dexta étant un modèle de « bas » de gamme, de puissance plus faible. Tous ces tracteurs sont produits dans l'usine britannique de Dagenham.
En 1960, le modèle Super Major est lancé. Il bénéficie d'améliorations techniques pour faire face à la concurrence. Au plus fort de sa production, ce tracteur est construit à plus 350 exemplaires par jour. À partir de 1962, ce même tracteur est vendu aux États-Unis sous le nom « Ford 5000 D ». Ford souhaitant cependant homogénéiser sa gamme, la marque Fordson disparaît en 1964, tous les tracteurs sont désormais des Ford et la production du Super Major cesse le 8 septembre 1964. Les chaînes de fabrication sont alors démontées et partiellement réinstallées en Espagne chez Ebro qui continue à produire le tracteur jusqu'en 1972 sous les noms d'« Ebro 48 » puis « Ebro Super 55 ».

## Caractéristiques

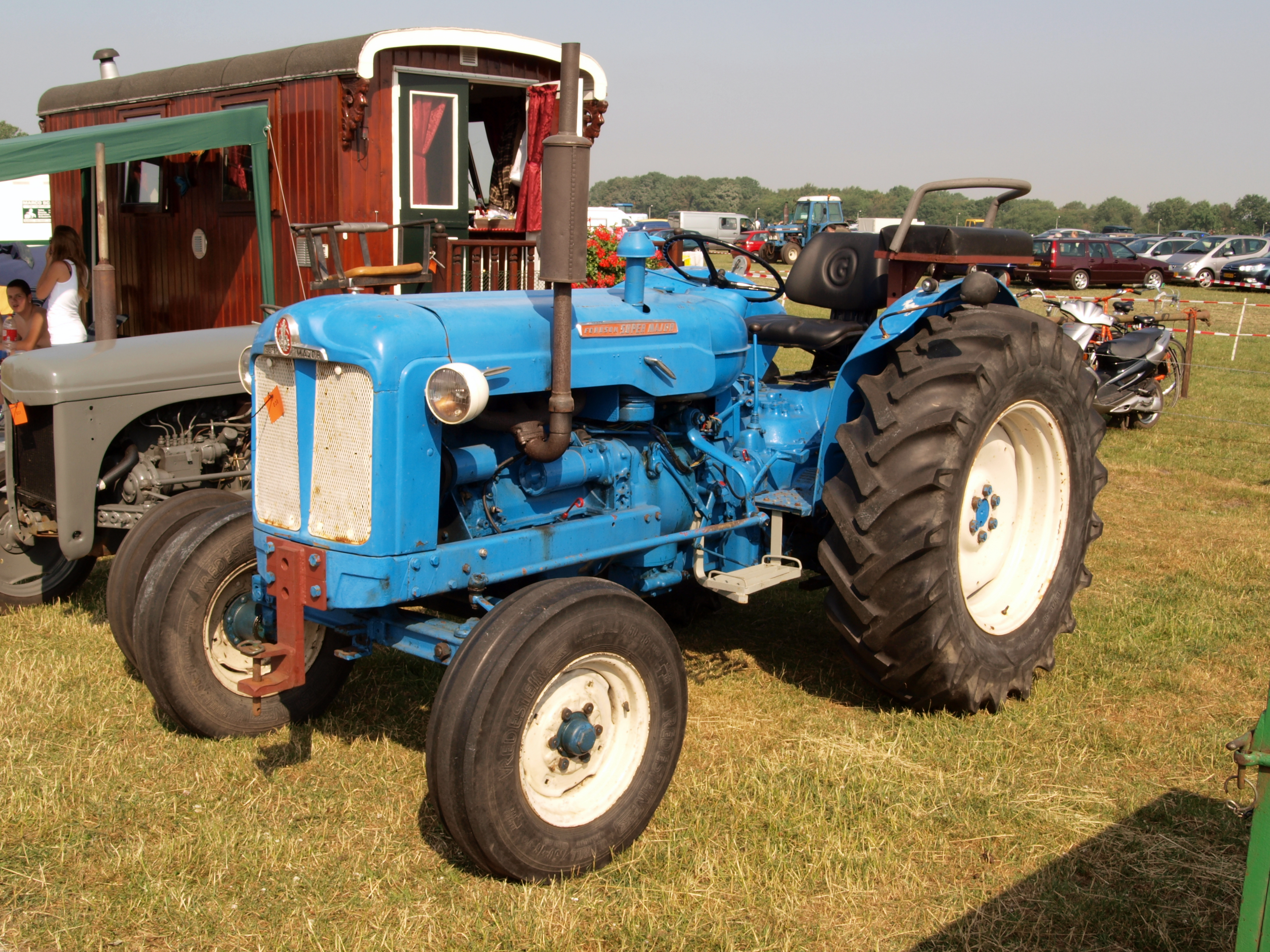
Fordson Super Major restylé.

Le Fordson Super Major est équipé d'un moteur Ford à quatre cylindres en ligne d'une cylindrée totale de 3 610 cm3. Il développe, aux derniers stades de sa commercialisation, une puissance maximale de 54 ch à 1 600 tr/min. Bien qu'une version fonctionnant à l'essence soit prévue, c'est le tracteur Diesel utilisant du gazole qui est le plus largement commercialisé.
La boîte de vitesses mécanique comporte six rapports avant et deux rapports arrière, répartis en deux gammes. Le tracteur peut recevoir, en option, une direction assistée.
Par rapport aux précédentes versions, le Super Major se démarque par l'adoption d'équipements lui permettant de s'aligner sur la concurrence, comme des freins à disque sur les roues arrière, un blocage de différentiel et un relevage de qualité, inspiré du système Ferguson dont les brevets d'exclusivité sont arrivés à échéance. Il est équipé d'une prise de force arrière tournant à 540 tr/min et, en option, d'une poulie.
En 1962, le Super Major subit de légères modifications ; il est dénommé « New Performance Super Major ». Son moteur gagne quelques chevaux, ses phares sont généralement intégrés à la calandre, il arbore une livrée bleue et blanc cassé, identique à celle des tracteurs Ford, et les voiles de roue en fonte cèdent la place à des roues en tôle,.